# Mastigolejeunea angustilobula
Mastigolejeunea angustilobula là một loài Rêu trong họ Lejeuneaceae. Loài này được Hürl. mô tả khoa học đầu tiên năm 1989.